# Barkåker Station
Barkåker Station (Barkåker stasjon) er en tidligere jernbanestation på Vestfoldbanen, der ligger i byområdet Barkåker i Tønsberg kommune i Norge.
Stationen åbnede sammen med banen 7. december 1881. Oprindeligt hed den Barkaker, men den skiftede navn til Barkaaker i april 1894 og til Barkåker i april 1921. Betjeningen med persontog ophørte 28. maj 1978, og 1. august 1979 blev stationen reduceret til at være fjernstyret krydsningsspor. Den blev flyttet til en ny placering, da et nyt dobbeltsporet tracé til Tønsberg blev taget i brug 7. november 2011.
Stationsbygningen, der er i gulmalet træ, blev opført i 1881 efter tegninger af Balthazar Lange. Den er nu solgt fra og flyttet væk fra sporet.